# قیژک کولی
قیژک کولی اثریست با آهنگسازی حمید متبسم در شور و دشتی که با صدای همایون شجریان و همنوازی گروه دستان در سال ۱۳۸۷ در ایران و جهان منتشر شد.

## گروه
- آهنگساز: حمید متبسم
- خواننده:همایون شجریان
- گروه: دستان

## نوازندگان
- حمید متبسم، نوازندهٔ تار
- حسین بهروزی‌نیا، نوازندهٔ بربط
- سعید فرج‌پوری، نوازندهٔ کمانچه
- پژمان حدادی، نوازندهٔ تنبک و سازهای کوبه‌ای
- بهنام سامانی، نوازندهٔ سازهای کوبه‌ای

ناشر: دل‌آواز
شماره مجوز ۵۸۳۴
شماره ثبت کتابخانه ملی ۱۱۰۴۰و
شرح: «خورشید آرزو» و «قیژک کولی» نام دو آلبومی است که مربوط به کنسرت همایون شجریان و گروه دستان در سال۲۰۰۸ برلین است.
آهنگ سازی قیژک کولی را حمید تبسم بر عهده داشته، می‌توان در آن قطعات عاشقانه (با شعری از حمید متبسم)، بوی عشق (سعدی)، قیژک کولی (شفیعی کدکنی)، مستانه (بی کلام)، کمند زلف (حافظ) و زهی عشق (مولانا) را شنید.

## فهرست ترانه‌ها
1. تصنیف "عاشقانه"
2. ساز و آواز"بوی عشق"
3. تصنیف "قیژک کولی"
4. مستانه
5. ساز و آواز "کمند زلف"
6. تصنیف "زهی عشق"

## اشعار ترانه‌ها
به ترتیب لیست آهنگ‌ها:

### تصنیف عاشقانه
آهنگ تصنیف عاشقانه (حمید متبسم)
- در تارهای عشق تو پیچیده‌ام عزیز
- بر بند سخت زلف تو تابیده‌ام عزیز
- از آفتاب مهر تو روییده‌ام ز خاک
- در سایه‌سار سرو تو آسوده‌ام عزیز
- از آفتاب مهر تو روییده‌ام ز خاک
- در سایه‌سار سرو تو آسوده‌ام عزیز
- چون برگ زرد
- چون برگ زرد
- به‌روی زمین سرد
- به‌روی زمین سرد
- چون برگ زرد
- جانانه در گذار تو افتاده‌ام عزیز
- در تارهای عشق تو پیچیده‌ام عزیز
- بر بند سخت زلف تو تابیده‌ام عزیز

### بوی عشق
آهنگ ساز و آواز بوی عشق (سعدی)
- چه خوش‌ست بوی عشق از نفس نیازمندان
- دل از انتظار خونین دهن از امید خندان
- اگرم نمی‌پسندی مدهم به دست دشمن
- که من از تو برنگردم به جفای ناپسندان
- اگر از کمند عشقت بروم کجا گریزم
- که خلاص بی‌تو بندست و حیات بی‌تو زندان
- نفسی بیا و بنشین سخنی بگوی و بشنو
- که قیامت‌ست چندین سخن از دهان خندان

### قیژک کولی
آهنگ تصنیف قیژک کولی (شفیعی کدکنی)
- رنگ در رنگ و به هر رنگ هزارانش طیف
- نغمه در نغمه به هر نغمه به یاد یاران
- قیژک کولی کوک است.
- دراین تنگی عصر
- راست در پردهٔ اندوه و مقام باران
- می‌زند بی که نگاهی فکند بر چپ و راست.
- رفته از دست و درافتاده ز مستی از پای
- قیژک کولی کوک است در این تنگی عصر
- رعد را عربده بگسسته (۳) ولی پیوسته قیژک کولی
- در همهمه ای
- هایاهای هایاهای
- قیژک کولی در همهمه ای هایاهای هایاهای
- قیژک کولی کوک است دراین تنگی عصر
- پرده دیگر مکن و راه مگردان کولی(۴)
- هم مگر همرهی زخمهٔ طوق تو کند(۲)
- دلی از گریه سبکبار
- در این تنگ غروب
- رنگ در رنگ و به هر رنگ هزارانش طیف
- نغمه در نغمه
- به هر نغمه …

### مستانه
(بی کلام)

### کمند زلف
- آهنگ ساز و آواز کمند زلف (حافظ)
- در زلف چون کمندش ای دل مپیچ کان جا
- سرها بریده بینی بی جرم و بی جنایت
- از هر طرف که رفتم جز وحشتم نیفزود
- زنهار از این بیابان وین راه بی‌نهایت
- از هر طرف که رفتم جز وحشتم نیفزود
- زنهار از این بیابان وین راه بی‌نهایت
- در این شب سیاهم گم گشت راه مقصود
- از گوشه‌ای برون آی ای کوکب هدایت
- چشمت به غمزه ما را خون خورد و می‌پسندی
- جانا روا نباشد خون ریز را حمایت
- رندان تشنه لب را آبی نمی‌دهد کس
- گویی ولی شناسان رفتند از این ولایت
- ای آفتاب خوبان می‌جوشد اندرونم
- یک ساعتم بگنجان در سایه عنایت
- عشقت رسد به فریاد ار خود به سان حافظ
- قرآن ز بر بخوانی در چارده روایت

### زهی عشق
آهنگ تصنیف زهی عشق (مولانا)
- زهی عشق زهی عشق که ما راست خدایا
- چه نغزست و چه خوبست و چه زیباست خدایا
- چه گرمیم چه گرمیم از این عشق چو خورشید
- چه پنهان و چه پنهان و چه پیداست خدایا
- زهی ماه زهی ماه زهی باده همراه
- که جان را و جهان را بیاراست خدایا
- زهی شور زهی شور که انگیخته عالم
- زهی کار زهی بار که آن جاست خدایا
- فروریخت فروریخت شهنشاه سواران
- زهی گرد زهی گرد که برخاست خدایا
- فتادیم فتادیم بدان سان که نخیزیم
- ندانیم ندانیم چه غوغاست خدایا
- ز هر کوی ز هر کوی یکی دود دگرگون
- دگربار دگربار چه سوداست خدایا
- نه دامیست نه زنجیر همه بسته چراییم
- چه بندست چه زنجیر که برپاست خدایا
- چه نقشیست چه نقشیست در این تابه دلها
- غریبست غریبست ز بالاست خدایا
- خموشید خموشید که تا فاش نگردید
- که اغیار گرفتست چپ و راست خدایا
- | - ن - ب - و آثار همایون شجریان | - ن - ب - و آثار همایون شجریان                                                                                                                                                                                                                                                                                                                                                                                                                                                                                                                  |
| ------------------------------ | --- |
| نوازنده و هم‌خوان               | - یاد ایام (۱۳۷۱) - آسمان عشق (۱۳۷۱) - گنبد مینا (۱۳۷۳) - قاصدک (۱۳۷۳) - بهاریه (۱۳۷۳) - رسوای دل (۱۳۷۵) - شب وصل (۱۳۷۶) - معمای هستی (۱۳۷۶) - آرام جان (۱۳۷۷) - آهنگ وفا (۱۳۷۸) - بی تو بسر نمی‌شود (۱۳۸۱) - هم‌نوا با بم (۱۳۸۲) - فریاد (۱۳۸۲) - سرود مهر (۱۳۸۶) - ساز خاموش (۱۳۸۶) - غوغای عشق‌بازان (۱۳۸۶) - آه باران (۱۳۸۸) - کنسرت محمدرضا شجریان و گروه آوا (۱۳۸۷) |
| خواننده                        | - نسیم وصل (۱۳۸۲) - ناشکیبا (۱۳۸۳) - شوق دوست (۱۳۸۳) - نقش خیال (۱۳۸۴) - با ستاره‌ها (۱۳۸۵) - قیژک کولی (۱۳۸۷) - خورشید آرزو (۱۳۸۷) - آب، نان، آواز (۱۳۸۸) - شب جدایی (۱۳۸۹) - سیمرغ (آلبوم صوتی) (۱۳۹۰) - کنسرت سیمرغ (آلبوم تصویری) - شوق‌نامه (۱۳۹۰) - ای جان جان بی من مرو (۱۳۹۰) - چه آتش‌ها (۱۳۹۲) - نه فرشته‌ام نه شیطان (۱۳۹۲) - مستور و مست (۱۳۹۳) - آرایش غلیظ (۱۳۹۳) - خداوندان اسرار (آلبوم صوتی) (۱۳۹۴) - خداوندان اسرار (آلبوم تصویری) (۱۳۹۵) - رگ خواب (۱۳۹۵) - امشب کنار غزل‌های من بخواب (۱۳۹۶) - گاه فراموشی (۱۴۰۱) - ش م س (۱۴۰۳) |